# Ета (буква)
Вижте пояснителната страница за други значения на Ета.
Ета (старогр.) или Ита (гр.) (главна буква Η, малка буква η) е седмата буква от гръцката азбука. В гръцката бройна система с тази буква се означава 8.
Главната буква Η се използва като символ за:
- Енталпия в химията.

Малката буква η се използва като символ за:
- Коефициент на полезно действие на цикъла на Карно в термодинамиката.
- Седмата по яркост звезда от дадено съзвездие в астрономията.